# Вадим Лазаркевич
Вадим Вадимович Лазаркевич е украински художник-илюстратор, живял и творил в България през втората половина от живота си. Утвърждава се сред най-популярните за времето си илюстратори на детски книги в страната.

## Биография
Вадим Лазаркевич е роден в семейството на артилерийския поручик Вадим Константинович и Екатерина Петровна, музикантка по образование. По думите на художника, той наследил дарбата от майка си, която много обичала да рисува цветя, птици и домашни животни. Като малък Вадим прекарал няколко лета, придружавайки баща си и войниците му из Черниговските гори, където се запознал отблизо и обикнал природата и народните приказки.
През 1913 – 1915 г. Лазаркевич учи в Петербургската художествена академия при професорите Николай Самошин и Павел Чистяков, както и в частната школа на Я. С. Голдблат. Не успява да завърши следването си поради избухването на Първата световна война.
През 1920 г. пристига в България, където започва да работи в издателство „Хемус“ като илюстратор на списания и книги за деца и възрастни.

## Творчество
Първата творба за деца, която илюстрира, е африканска приказка за списание „Светулка“, чийто редактор по това време е Александър Спасов. Освен към „Светулка“ допринася и към списания „Детска радост“ и „Детски живот“. Илюстратор е на библиотека „Герои“ (1940 – 1943) с издател Лъчезар Станчев.
Сред най-известните илюстрирани от Лазаркевич български детски книги са:
- „Комар и Мецана“ от Асен Разцветников;
- „Юнак Заю“ от Владимир Русалиев;
- „Веселите футболисти“ от Димитър Стоевски;
- „Гъбарко“ от Батко Златко (включва приказките „Гъбарко“, „Медената пита“ от Батко Златко и „Веселите футболисти“ от Димитър Стоевски)
- „Когато бях малък“ от Добри Немиров;
- „Захарното момиче“ от Светослав Минков;
- „Горската къщичка“, „Диви крушки“, „Звънчета“ от Дора Габе;
- „Петльо и Лиса“, „Сватбата на Червенушко“, „Трите баби“ от Елин Пелин;
- „Пролетна разходка“ от Емилиян Станев;
- „Работна Мецана“ от Леда Милева;
- „Ежко-Бежко“, „Косе-Босе“, „Патиланско царство“, „Бате Патилан“, „Патиланчо на село“, „Шведски приказки“, „Чик-чирик“, „Синчец“ от Ран Босилек;
- „Маскираната лисица“ от Светослав Минков;
- „Звездобройци“ и „Хвърчила“ от Симеон Андреев;
- „Жалбите на Заю-Баю“, „Модерната стрина Зайка“, „Чичова китка“ от Чичо Стоян.
- „Весел свят“, кн. 1 и 2, „Умното прасенце“, „В горския град“ от Веса Паспалеева;
- „Храброто козле“, „Три немирни патета“ от Асен Босев;
- „Дядовото магаренце“ от Калина Малина
- „Весели приключения“ от Лъчезар Станчев
- „Гласът на Ангелчето“ от Станислав Ваклинов

Лазаркевич илюстрира и множество преводни детски книги на писатели като Александър Пушкин, Вилхелм Хауф, Майн Рид, Ръдиард Киплинг, Ханс Кристиан Андерсен, Хенрик Сенкевич.